# Secretos de la tribu
Secretos de la tribu es un documental del 2010 dirigido por el director brasileño Jose Padilha, Fue estrenado en el Festival de Cine de Sundance en 2010, la película fue nominada para el Gran Premio del Jurado.

## Sinopsis
El documental explora las acusaciones realizadas en el libro "Oscuridad en el Dorado" de Patrick Tierney acerca de que los antropólogos que estudiaron a los indígenas Yanomami en la década de 1960 y 1970 tuvieron interacciones extrañas e inapropiadas con la tribu, incluyendo violaciones sexuales y médicas. Los científicos acusados en este filme incluyen, entre otros, a James Neel, Napoleon Chagnon, Kenneth Good y Jacques Lizot.